# Cyanotis arcotensis
Cyanotis arcotensis là một loài thực vật có hoa trong họ Commelinaceae. Loài này được R.S.Rao mô tả khoa học đầu tiên năm 1967.